# Slag bij Cyzicus (193)
De Slag bij Cyzicus vond plaats in 193 nabij Cyzicus (Turkije). Het was een veldslag tussen twee Romeinse legers, waarbij het ene leger aangevoerd werd door keizer Septimius Severus, en het andere leger door de tegen-keizer Pescennius Niger. De slag werd gewonnen door Septimius Severus.

## Achtergrond
Na het aftreden van keizer Didius Julianus werd Septimius Severus door de senaat tot keizer uitgeroepen. Zijn positie was niet geheel onomstreden, want in het oosten maakte Pescennius Niger eveneens aanspraken op de alleenheerschappij. Vanuit Syrië wilde Pescennius Niger oprukken naar het westen om zich de macht toe te eigenen, maar daarbij werd hij tegengehouden door het leger van Septimius Severus. Tussen de legers van beide keizers zouden in totaal drie veldslagen plaatsvinden.
Bij Cyzicus, een schiereiland aan de Hellespont in het tegenwoordige Turkije, raakten de legers met elkaar slaags. De slag eindigde in het voordeel van Septimius Severus, waarmee de opmars van Pescennius Niger gestuit werd.